# シュガーベイビー
シュガーベイビー（英語: sugar baby）とは、経済的保証を得るという明確な目的のために、特定の種類の相互に利益のある関係性を持つ人のことである。

## 概要
シュガーベイビーのパートナーは「シュガーダディー (sugar daddy)」や「シュガーママ (sugar mama)」と呼ばれ、通常、シュガーベイビーよりも年上で裕福である。シュガーベイビーは拡大する傾向にあり、最も多いのはアメリカ合衆国で、次いでカナダ、イギリス、オーストラリア、コロンビアで増加している。
アメリカでは、学生がMysugardaddy、Sugardaters、Sugardate、Sugardaddie、SeekingArrangement、SugarDaddyForMe、MutualArrangementsといった出会い系サイトでパートナーとなる男性または女性を探すことができる。SeekingArrangementは、メンバーの中に140万人を超える学生がいるとしており、それは登録者の42パーセントを占めている。そのうち約100万人がアメリカ合衆国にいる 。
SeekingArrangementによれば、同サービスを使用しているシュガーベイビーは、受け取る金額の36%を授業料に、23%を家賃の支払いに使う。残りは本、交通手段、衣服、その他の品物に使われる。しかし、学生だけでなく、シュガーデートも高齢者によく見られる。
シュガーベイビーを紹介するために使用されるオンラインサイトは技術的に出会い系サイトである。あるサイトの2016年の会費は、シュガーパパの場合は月70ドルだったが、シュガーベイビーの場合は無料であった。最初に出会って以降のことは、契約が成立するか否かにかかわらず、性交をするか否かにかかわらず、当事者間のことであり、サイトは関知しない。しかし、実際には性行為（不本意のものも含む）を伴うケースがあるため、利用者がセックスワーカーと見做される場合もある。アメリカでは2018年のオンライン性的人身売買防止法（FOSTA）と性的人身売買防止法（SESTA）の両法案成立以降、Craigslistはシュガーデート系サイトを含む出会い系サイトの広告は撤去せざるを得なかった。